# Liu
Liu 刘 (Spreek uit als [Ljuw]) is een veelvoorkomende Chinese achternaam en is de op vier na meest voorkomende achternaam in Volksrepubliek China. Liu kan ook de HK-romanisatie van het standaardkantonese Liao 廖 zijn en wordt dan uitgesproken als [Liew].
In Volksrepubliek China zijn er meer dan 60 miljoen Han-Chinezen met deze achternaam, wat uit komt op 5,4% van de Han-Chinezen. De achternaam staat op de 252e plaats van de Baijiaxing.
Het was vroeger de achternaam van de heersers van de Han-dynastie. De Liu's breidden zich vanaf die dynastie vanuit Henan uit naar Noord-China en richting de Jangtsekiang (of Changjiang, 长江).
Xuzhou, Hejian 河间, Zhongshan, Nanyang 南阳, Dongping 东平, Gaomi, Changhe 长河 en de provincie Henan zijn de voornaamste herkomstgebieden van de Liu's.
- Koreaans: 유/yu
- Japans: りゅう (ryū),ころす (korosu)
- Vietnamees: Lưu/Leu

Liu 柳 is ook een Chinese achternaam. Deze staat op de zestigste plaats van de Baijiaxing.
- Koreaans:
- Japans:
- Vietnamees:

## Bekende personen met de naam Liú of Lau 刘
- Liu Heizai
- Liu Bang
- Liu Bei
- Liu Xia
- Liu Xia (judoka)
- Andy Lau, Hongkongse zanger
- Lau Kar-leung, Hongkongse regisseur
- Sidney Lau
- Liu Xiang (atleet)
- Liu Xiang (wetenschapper)
- Liu Changchun, eerste Chinese deelnemer in de Olympische Spelen
- Lucy Liu
- Liu Xiaobo

## Bekende personen met de naam Liŭ of Lau 柳
- Liu Zongyuan
- Liu Gongquan